# Diocesi di Wukari
La diocesi di Wukari (in latino Dioecesis Vucariensis) è una sede della Chiesa cattolica in Nigeria suffraganea dell'arcidiocesi di Jos. Nel 2023 contava 202.245 battezzati su 1.395.901 abitanti. È retta dal vescovo Mark Maigida Nzukwein.

## Territorio
La diocesi comprende parte dello stato nigeriano di Taraba, nell'est del Paese.
Sede vescovile è la città di Wukari, dove si trova la cattedrale di Santa Maria.
Il territorio si estende su 32.135 km² ed è suddiviso in 25 parrocchie.

## Storia
La diocesi è stata eretta il 14 dicembre 2022 da papa Francesco, con la bolla Cum mirabilia, ricavandone il territorio dalla diocesi di Jalingo.

## Cronotassi dei vescovi
Si omettono i periodi di sede vacante non superiori ai 2 anni o non storicamente accertati.
- Mark Maigida Nzukwein, dal 14 dicembre 2022

## Statistiche
La diocesi nel 2023 su una popolazione di 1.395.901 persone contava 202.245 battezzati, corrispondenti al 14,5% del totale.
| anno | popolazione | popolazione | popolazione | presbiteri | presbiteri | presbiteri | presbiteri                | diaconi | religiosi | religiosi | parrocchie |
| anno | battezzati  | totale      | %           | numero     | secolari   | regolari   | battezzati per presbitero | diaconi | uomini    | donne     | parrocchie |
| ---- | ----------- | ----------- | ----------- | ---------- | ---------- | ---------- | ------------------------- | ------- | --------- | --------- | ---------- |
| 2023 | 202.245     | 1.395.901   | 14,5        | 53         | 50         | 3          | 3.815                     |         | 3         | 25        | 25         |